# Wroughtonia grandis
Wroughtonia grandis är en stekelart som först beskrevs av William Harris Ashmead 1889.  Wroughtonia grandis ingår i släktet Wroughtonia och familjen bracksteklar. Inga underarter finns listade i Catalogue of Life.